# Kevork Noradounguian
Kevork Noradounguian ICPB (ur. 16 listopada 1968 w Aleppo) – syryjski duchowny ormiańskokatolicki, ordynariusz Europy Wschodniej od 2024. 

## Życiorys
Święcenia kapłańskie otrzymał 20 sierpnia 1995 w Instytucie Duchowieństwa Patriarchalnego z Bzommar. Był m.in. wicerektorem i rektorem zakonnego niższego seminarium, rektorem wyższego seminarium, ekonomem generalnym instytutu, rektorem Papieskiego Kolegium Ormiańskiego oraz wikariuszem patriarchalnym instytutu. W latach 2013–2015 był administratorem apostolskim ad nutum Sanctæ Sedis egzarchatu patriarszego Jerozolimy i Ammanu.
21 sierpnia 2024 otrzymał nominację na ordynariusza Europy Wschodniej ze stolicą tytularną Sebaste degli Armeni. 
Święcenia biskupie otrzymał 21 września 2024 w kościele św. Mikołaja z Tolentino w Rzymie. Udzielił mu ich patriarcha Raphaël Bedros XXI Minassian.  